# Gravsjön (Liareds socken, Västergötland)
Gravsjön är en sjö i Ulricehamns kommun i Västergötland och ingår i Göta älvs huvudavrinningsområde.